# Nước điện phân

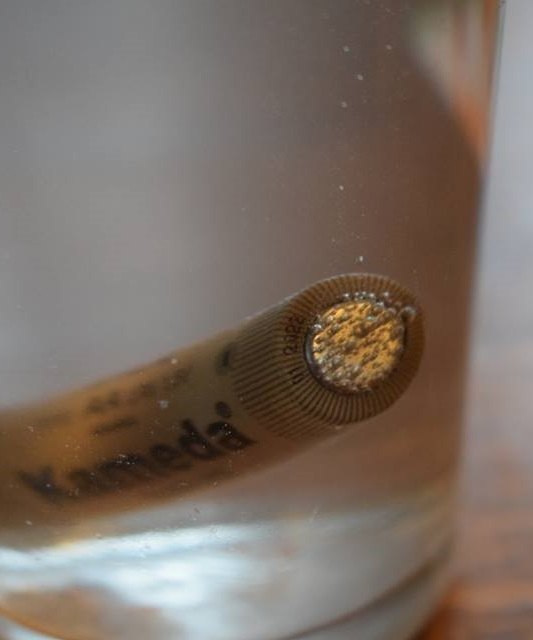
Một cục pin AA trong một cốc nước máy với muối cho thấy khí hydro sinh ra ở cực âm

Nước điện phân là loại dung dịch được tạo ra bằng cách điện phân nước máy thông thường chứa NaCl.  Quá trình điện phân dung dịch nước muối này tạo ra dung dịch Natri hypoclorit, là thành phần chủ yếu của nhiều loại nước tẩy trắng dùng trong gia đình

## Tạo thành
Quá trình điện phân được thiết kế để phản ứng xảy ra ở hai cực riêng biệt là anode và cathode. Trong quá trình này, khí hydro và ion hydroxít được tạo ra ở cathode, dẫn đến tạo thành dung dịch kiềm chứa NaOH. Tại anode, các ion Cl- bị oxy hóa thành nguyên tố Clo. Nếu lượng Clo này có điều kiện phản ứng với các ion OH- ở cathod, sẽ xảy ra phản ứng thuận nghịch tạo thành HClO, là một axit yếu và là một tác nhân oxy hóa. Dung dịch "nước axit điện phân" này có thể tăng độ pH bằng cách trộn thêm một lượng dung dịch chứa ion OH- ở màng ngăn xốp bên cathod, tạo thành dung dịch NaClO là thành phần chính của nước tẩy trắng gia dụng.  Một dung dịch có pH bằng 7.3 sẽ có nồng độ các ion ClOOH- và của axit hipoclorơ bằng nhau; giảm pH sẽ dịch chuyển cân bằng về phía axit.

## Nhược điểm
Nước điện phân bị mất tác dụng rất nhanh chóng, nên dung dịch này không thể để trữ lâu dài.  Các máy điện phân dung dịch rất đắt tiền.  Quá trình điện phân cần phải theo dõi thường xuyên để đảm bảo tác dụng của dung dịch tạo thành.